# Журавль (созвездие)
Жура́вль (лат. Grus) — созвездие южного полушария неба, в России наблюдается частично, в южных районах (к югу от 53° с. ш.). Его ярчайшая звезда Альнаир 1,7 звёздной величины находится на расстоянии 100 световых лет и является одной из звёзд, использующихся в астронавигации. Журавль расположен между Южной рыбой на севере и Туканом на юге. Занимает на небе площадь в 365,5 квадратного градуса и содержит 53 звезды, видимые невооружённым глазом.

## История
Новое созвездие. Введено Планциусом на глобусе 1598 года. Впоследствии скопировано Иоганном Байером в 1603 в его атлас «Уранометрия», после чего получило признание. Применялось также название «Фламинго».

## Условия наблюдения
В России созвездие частично видно в южных районах. Первая звезда этого созвездия γ Журавля (она примерно 3-й звёздной величины) восходит уже на широте 52°38' и показывается вблизи линии горизонта уже в Балаково и Саратове. Далее чем южнее место, тем выше эта звезда поднимается над горизонтом и тем большая часть всего созвездия доступна для обозрения. В Адлере γ Журавля восходит уже на 9°. Но даже там (не говоря уже о более северных населённых пунктах) созвездие видно без своих ярчайших звёзд Альнаира и Беты Журавля. Эти звёзды в пределах территории России восходят лишь на юге Северной Осетии (включая Орджоникидзе, где они проблескивают у самого горизонта), Ингушетии, Чечни и  Дагестана. На самом юге Дагестана они восходят примерно на полтора градуса. Кстати, звезду Бета Журавля при благоприятных условиях теоретически можно заметить у самого горизонта также во Владивостоке, а в соседней Находке можно заметить и Альнаир. На юге бывшего СССР созвездие видно вместе с Альнаиром и Бетой Журавля, но всё равно только частично. Полная его видимость имеет место только к югу от широты 33° с. ш. Лучшее время для наблюдения — сентябрь—октябрь.

## Интересные объекты
- Глизе 832 — ближайшая к Солнцу звезда в Журавле (16,1 световых года), тусклый красный карлик, на орбите которого обнаружена юпитероподобная экзопланета.
- HD 211415 — спектрально-двойная звезда, относительно близкая к Солнцу (44 световых года). Система считается одним из наиболее подходящих кандидатов для поддержания благоприятных условий для возникновения жизни[1].
- Тау¹ Журавля — звезда, жёлтый карлик, в системе которого обнаружен кандидат в экзопланеты.
- WISE 2325-4105[англ.] — один из немногих обнаруженных холодных коричневых карликов спектрального класса T9.